# Рух за демократичні зміни
Рух за демократичні зміни (англ. Movement for Democratic Change; MDC) — політична партія у Зімбабве, яку очолює колишній прем'єр-міністр країни Морган Цвангіраї.

## Історія та сучасність
Рух виник для протидії референдуму щодо зміни конституції, що відбувся 12-13 лютого 2000 року. 2005 партія розкололась, й відтоді у країні діють два Рухи за демократичні зміни — більш впливова MDC-T (Movement for Democratic Change — Tsvangirai) та MDC-N (Movement for Democratic Change — Ncube; раніше — MDC-M, Movement for Democratic Change — Mutambara). 2009 року Рух та його головний опонент — Зімбабвійський африканський національний союз — Патріотичний фронт — уклали угоду про формування урядової коаліції; лідер Руху Морган Цвангіраї став прем'єр-міністром, але 2003 посаду було ліквідовано.